# Camí dels Seixos (Guàrdia de Noguera)
El Camí dels Seixos és un camí del terme de Castell de Mur, Pallars Jussà, dins de l'antic terme de Guàrdia de Tremp, en territori de la vila de Guàrdia de Noguera.
Arrenca de la mateixa vila, a ponent de la Granja del Lluc, i emprèn la direcció nord-oest, adreçant-se a les Feixetes, on és continuat pel Camí vell de Mur.

## Etimologia
Pren el nom del fet que el camí mena als Seixos.